# Лаваджи, Джованни
Джова́нни Лава́джи (итал. Giovanni Lavaggi, 18 февраля, 1958, Аугуста, Сицилия) — итальянский автогонщик, участник чемпионатов мира по автогонкам в классе Формула-1 и спортивных автомобилей.

## Биография
В начале карьеры выступал в итальянском чемпионате кузовных автомобилей. В конце 1980-х годов перешёл в чемпионат мира спортивных автомобилей, затем участвовал в чемпионате Ф-3000. В 1993 году выиграл чемпионат ISRS, на следующий год провёл четыре гонки в IndyCar. В 1995 году выиграл гонку «24 часа Дайтоны», в середине сезона участвовал в четырёх Гран-при Формулы-1 за рулём автомобиля «Пасифик», ни в одной гонке не добрался до финиша. На следующий год заменил в середине сезона Джанкарло Физикеллу в команде «Минарди», в шести Гран-при дважды финишировал (лучшее место на финише - десятый в Гран-при Венгрии), один раз не добрался до финиша и трижды не прошёл квалификацию. С 1998 года возобновил выступления в ISRS, затем участвовал в чемпионате FIA Sportscar. В 2004-2009 годах выступал в «Европейской серии Ле-Ман», в том числе последние четыре года за собственную команду Scuderia Lavaggi.

## Результаты выступлений в Формуле-1
| Легенда к таблице |                                                                    |
| --- | ------------------------------------------------------------------ |
| В таблице перечислены результаты всех Гран-при Формулы-1, в которых принимал участие гонщик. Строками таблицы являются сезоны, столбцами — этапы чемпионата мира. В каждой клетке указаны сокращённое название этапа и результат, дополнительно обозначенный цветом. Расшифровка обозначений и цветов представлена в нижеследующей таблице. |                                                                    |
| \| Пример \| Описание \| \| ------------ \| ------------------------------------------------------------------ \| \| 1 \| Победитель \| \| 2 \| Второе место \| \| 3 \| Третье место \| \| 5 \| Финишировал, заработав очки \| \| Сход \| Не финишировал, но при этом заработал очки \| \| 12 \| Финишировал, не получив очков \| \| НКЛ \| Финишировал, но не попал в финальную классификацию \| \| 15 \| Участвовал вне зачёта, либо по отдельной классификации \| \| 18 \| Не финишировал, но попал в финальную классификацию \| \| Сход \| Не финишировал \| \| НКВ \| Не прошёл квалификацию \| \| НПКВ \| Не прошёл предквалификацию \| \| ДСК \| Дисквалифицирован \| \| ИСК \| Исключён из протокола соревнований \| \| ТТ \| Заявлен для участия только в тренировках \| \| НС \| Участвовал в квалификации, но не стартовал в гонке \| \| Т \| Травмирован или болен \| \| ОТК \| Отказ от участия \| \| НТР \| Прибыл на соревнования, но на трассу не выезжал \| \| НПР \| Был заявлен в числе участников, но не прибыл к началу соревнований \| \| О \| Соревнования отменены \| \| \| Не участвовал \| \| Поул-позиция \| \| \| Быстрый круг \| \| |                                                                    |
| Пример | Описание                                                           |
| 1 | Победитель                                                         |
| 2 | Второе место                                                       |
| 3 | Третье место                                                       |
| 5 | Финишировал, заработав очки                                        |
| Сход | Не финишировал, но при этом заработал очки                         |
| 12 | Финишировал, не получив очков                                      |
| НКЛ | Финишировал, но не попал в финальную классификацию                 |
| 15 | Участвовал вне зачёта, либо по отдельной классификации             |
| 18 | Не финишировал, но попал в финальную классификацию                 |
| Сход | Не финишировал                                                     |
| НКВ | Не прошёл квалификацию                                             |
| НПКВ | Не прошёл предквалификацию                                         |
| ДСК | Дисквалифицирован                                                  |
| ИСК | Исключён из протокола соревнований                                 |
| ТТ | Заявлен для участия только в тренировках                           |
| НС | Участвовал в квалификации, но не стартовал в гонке                 |
| Т | Травмирован или болен                                              |
| ОТК | Отказ от участия                                                   |
| НТР | Прибыл на соревнования, но на трассу не выезжал                    |
| НПР | Был заявлен в числе участников, но не прибыл к началу соревнований |
| О | Соревнования отменены                                              |
| | Не участвовал                                                      |
| Поул-позиция |                                                                    |
| Быстрый круг |                                                                    |

| Сезон | Команда | Шасси         | Двигатель                | Ш | 1   | 2   | 3   | 4   | 5   | 6   | 7   | 8   | 9        | 10       | 11       | 12       | 13      | 14       | 15     | 16      | 17  | Место | Очки |
| ----- | ------- | ------------- | ------------------------ | - | --- | --- | --- | --- | --- | --- | --- | --- | -------- | -------- | -------- | -------- | ------- | -------- | ------ | ------- | --- | ----- | ---- |
| 1995  | Пасифик | Pacific PR02  | Ford Cosworth ED1 3,0 V8 | G | БРА | АРГ | САН | ИСП | МОН | КАН | ФРА | ВЕЛ | ГЕР Сход | ВЕН Сход | БЕЛ Сход | ИТА Сход | ПОР     | ЕВР      | ТИХ    | ЯПО     | АВС | -     | 0    |
| 1996  | Минарди | Minardi M195B | Ford Cosworth ED 3,0 V8  | G | АВС | БРА | АРГ | ЕВР | САН | МОН | ИСП | КАН | ФРА      | ВЕЛ      | ГЕР НКВ  | ВЕН 10   | БЕЛ НКВ | ИТА Сход | ПОР 15 | ЯПО НКВ |     | -     | 0    |